# احمد قوام
احمد قوام (۸ دی ۱۲۵۶– ۲۸ تیر ۱۳۳۴) سیاستمدار ایرانی بود که در ایران قاجاری و پهلوی از ۱۳۰۰ تا ۱۳۳۱ پنج بار به‌عنوان نخست‌وزیر ایران فعالیت کرد.
قیام کلنل محمدتقی پسیان در خراسان در سال ۱۳۰۰ و غائله آذربایجان در سال ۱۳۲۵ در دوران نخست‌وزیری قوام رخ داد. او در زمان قاجار لقب قوام‌السلطنه یافت و محمدرضا شاه به او لقب حضرت اشرف را داد  القاب قدیمی‌تر او عبارت‌اند از منشی حضور (۱۳۱۵ ه‍.ق)، دبیر حضور (حدود ۱۳۲۲ ه‍.ق)، و وزیر حضور (۱۳۳۴ ه‍.ق). او برادر وثوق‌الدوله است.
از جمله فعالیت‌های مهم قوام السلطنه نگارش فرمان مشروطیت و نقش او در جریان فرقه دموکرات آذربایجان و خروج نیروهای شوروی از ایران در ۱۳۲۵ و نیز قیام سی تیر در سال ۱۳۳۱ بود.

## آغاز زندگی و جوانی

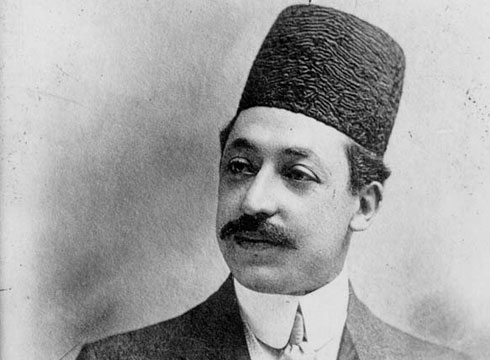
احمد قوام در جوانی (میرزا احمد خان دبیر حضور)

قوام در ۸ دی ۱۲۵۶ در تهران دیده به جهان گشود. پدرش ابراهیم معتمدالسلطنه فرزند محمد قوام‌الدوله آشتیانی و مادرش طاووس خانم دختر مجدالملک سینکی بودند. آن‌ها صاحب دو پسر شدند، که وثوق‌الدوله پسر ارشد این زوج بود. او تحصیلات مقدماتی را ابتدا در مدرسه مروی و سپس زیر نظر معلمان خصوصی گذراند. او در ۱۷ سالگی پیش‌خدمت ناصرالدین شاه و در ۲۰ سالگی منشی دائی خود و حاکم آذربایجان، میرزاعلی خان امین‌الدوله شد. وی در ۲۹ سالگی در سفر سوم مظفرالدین شاه به اروپا وی را همراهی کرد. وی پس از پایان این سفر به «قوام السلطنه» مشهور شد. او بعدها به مقام دبیر حضوری دربار مظفرالدین شاه رسید و نویسنده «فرمان مشروطیت» و سپس رابط مظفرالدین شاه با مشروطه خواهان شد، ولی پس از مرگ مظفرالدین شاه و در دوران محمدعلی‌شاه، از سیاست کناره گرفت و راهی اروپا شد و به تحصیل در رشته حقوق پرداخت.

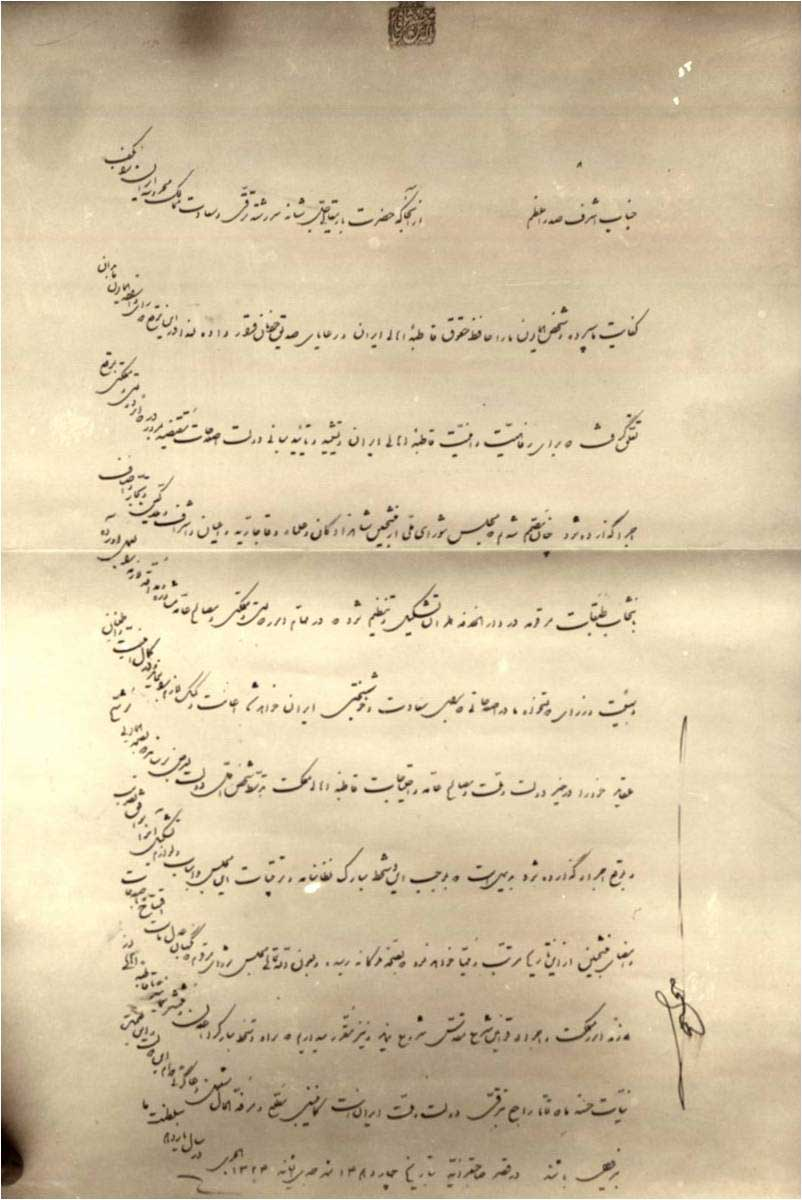
فرمان مشروطیت به قلم و انشای احمد قوام و امضای مظفرالدین شاه

## از بازگشت به ایران تا دستگیری
قوام در پی فتح تهران توسط مشروطه‌خواهان، به ایران بازگشت. قوام در نخستین کابینه سپهدار که در ۸ مهر ۱۲۸۸ تشکیل شد معاونت وزارت داخله را برعهده گرفت و از اردیبهشت ۱۲۸۹ معاون وزارت جنگ شد. نخستین تجربه وزارت او در دولت مستوفی الممالک بود که در سوم مرداد ۱۲۸۹ تشکیل و او در این دولت عهده‌دار وزارت جنگ شد. سپهدار تنکابنی که پس از مستوفی‌الممالک نخست‌وزیر شد، با ترمیم کابینه‌اش، قوام‌السلطنه را در ۲۶ تیر ۱۲۹۰ به عنوان وزیر عدلیه به مجلس معرفی کرد اما دولتش چند روز بعد کنار رفت و یک هفته بعد، صمصام‌السلطنه نخست‌وزیر شد و قوام‌السلطنه را به عنوان وزیر داخله به مجلس معرفی کرد. در ترمیم کابینه در پنجم آذر همان سال، قوام‌السلطنه را کنار گذاشت اما بیست روز بعد دوباره او را به عنوان وزیر داخله بازگرداند. قوام‌السلطنه در مجموع نه بار در رأس وزارتخانه‌های عدلیه، مالیه و داخله قرار گرفت.
قوام‌السلطنه در هشتم بهمن ۱۲۹۶ به سمت فرمانروایی خراسان رسید. ولایت بر خراسان برای قوام ثروت هنگفتی به ارمغان آورد تا این که پس از کودتای ۱۲۹۹ خورشیدی و به دنبال به قدرت رسیدن سیدضیاءالدین طباطبایی، به علت مخالفت قوام با سیدضیاء و رابطه خصمانه‌ای که بین آن دو وجود داشت، با دستور سیدضیاء به کلنل محمد تقی خان پسیان، قوام در تاریخ ۱۳ فروردین ۱۳۰۰ دستگیرشده و تحت‌الحفظ به تهران اعزام و بلافاصله به زندان عشرت آباد منتقل گردید و اموال و دارائیش در خراسان نیز مصادره شد.

## دوره اول نخست‌وزیری
پس از گذشت ۵۵ روز از مدت حبس قوام، با توجه به نگرانی‌های احمدشاه در پی به قدرت رسیدن سیدضیاء و رضاخان، که با خروج نیروهای انگلیس از ایران احتمال تضعیف سلطنت خود را احساس می‌کرد، فرمان عزل سیدضیاء توسط وی صادر شد و قوام با فرمان احمدشاه به ریاست وزرایی منصوب گردید. مهم‌ترین اقدام قوام پس از رسیدن به این مقام، بازگرداندن سیاستمداران محبوس شده توسط سیدضیاء به عرصه سیاست بود به‌طوری‌که در کابینه او به جز دو نفر، همگی (و از جمله خود او) از محبوسان دوره سیدضیاء بودند.
از مهم‌ترین فعالیت‌های قوام در این دوره از نخست‌وزیری می‌توان به مقابله با شورش‌های متعددی که پس از خلع سیدضیاء در نقاط مختلف کشور اتفاق افتاده بود (از جمله حاج باباخان اردبیلی در زنجان، میرزا کوچک خان و خالو قربان و احسان الله خان در رشت و انزلی و لاهیجان و لنگرود و مهم‌تر از همه کلنل محمدتقی پسیان در خراسان) اشاره کرد که قوام موفق شد تمام این شورش‌ها را با موفقیت سرکوب کند. همچنین واگذاری امتیاز ۵ ساله نفت شمال به شرکت آمریکایی استاندارد اویل در این دوره توسط قوام انجام گرفت که بازخوردهای منفی‌ای از جانب انگلیس و روسیه داشت.
انگلیسی‌ها برای این‌که زمینه را برای عزل قوام مهیا سازند، دست به انتشار مطالبی دروغ زدند. از جمله اینکه از قول خبرنگار روزنامه تایمز در تهران خاطر نشان نمودند قوام به این دلیل نفت شمال را به تأخیر افکند تا بتواند از شرکت‌های نفتی آمریکای رشوه دریافت کند. این سخنان با اینکه واقعیت نداشت، اما زمینه را برای برکنار ساختن او آماده می‌کرد. وزارت امور خارجه آمریکا از کورنفلد خواست صحت و سقم اخبار تایمز را بررسی کند. او باید به واشینگتن اطلاع می‌داد آیا اتهاماتی که علیه قوام اقامه شده است واقعیت دارند یا خیر؛ و اینکه مشخص شود کدامیک از شرکت‌های آمریکایی می‌خواهند از طریق غیرمعمول دولت ایران را وادار به پذیرش پیشنهاد اعطای امتیاز نفت کنند. کورنفلد پاسخ داد ادعاهای تایمز لندن هیچ پایه و اساسی ندارد و کاملاً بیجاست.
این دوره از نخست‌وزیری قوام با استعفای اعتراض‌آمیز او در پی مخالفت نمایندگان برای تمدید مهلت اختیارات تام وزیر مالیه او، محمد مصدق، پس از ۸ ماه پایان یافت.

## دوره دوم نخست‌وزیری
قوام در ۲۷ خرداد ۱۳۰۱ با رأی اعتماد مجلس نخست‌وزیر شد. از فعالیت‌های مهم این دوره، دعوت از مستشاران آمریکایی برای سامان دادن به اوضاع مالی کشور بود که به دنبال آن هیئتی دوازده نفره به ریاست آرتور میلسپو به ایران وارد شدند و به مدت پنج سال در ایران مشغول بودند. قوام زیر فشار روحانیون لایحه ای را در دهم آبان از تصویب مجلس گذراند که مدیران جرائد و ناشران کتب را ملزم می‌کرد پیش از چاپ هر نوشته‌ای مربوط به دین اسلام و مسائل مذهبی، آن نوشته به وزارت معارف برود تا ناظری که دو مجتهد جامع‌الشرایط تأییدش کرده باشند، آن نوشته را بررسی کند و اجازه نشر بدهد. این لایحه همچنین قانون جزای عرفی را لغو می‌کرد که مشیرالدوله چند سال قبل که مجلس تعطیل بود، وضع کرده و به اجرا درآورده بود. اما کمیسیون عدلیه مجلس، درخواست لغو این قانون را در صلاحیت دولت ندانست و آن را از لایحه حذف کرد. مهم‌ترین چالش در این دوره از صدارت قوام، فعالیت‌های رضاخان، وزیر جنگ قوام بود. رضاخان با برقراری حکومت نظامی در نقاط مختلف کشور، نارضایتی‌هایی در میان مردم ایجاد کرده بود که مردم مسئولیت آن را مستقیماً از جانب قوام می‌دیدند، به‌طوری‌که کم‌کم نمایندگان مجلس نیز سخن به اعتراض گشودند. با وجود اینکه قوام و رضاخان، میانه خوبی با یکدیگر نداشتند، اما قوام به دلیل قدرت نظامی وی قادر به برکنار کردن او نبود. از سوی دیگر رضاخان نیز که قوام را سد راه قدرت خود می‌دید، مطبوعات طرفدار خود را وادار کرده بود که علیه او مقالات تندی منتشر سازند. قوام برخورد سختی با مطبوعات در پیش گرفت که مجلس در برابر آن، قانونی را گذراند که محاکمه روزنامه نگاران را مشروط به حضور هیئت منصفه و توقیف مطبوعات را منوط به حکم دادگاه کرد. با این حال قوام روزنامه‌های مخالف خود همچون شفق سرخ و اقدام را توقیف کرد که اعتراض زیادی برانگیخت. در جلسه بیستم دی ۱۳۰۱ که او در مجلس حاضر شد، سخنرانی تندی کرد که مجلس را به هم ریخت. سلیمان میرزا خطاب به او فریاد زد: «مردیکه چرند می‌گوید. توهین می‌کند. بی‌شرف است. خائن است، دزد است، دروغ می‌گوید». حائری‌زاده گفت: «باز این بی‌شرف خائن آمده است عرض اندام می‌کند. از او سؤال کرده‌ایم حاشا کرده و جواب نداده. حالا هم دروغ می‌گوید».
موضوع امتیاز نفت شمال نفت مسئله‌ای بود که در سراسر دوران نخست‌وزیری‌اش او را مشغول کرده بود. قوام‌السلطنه وزیرخارجه نداشت و خودش امور مربوط به سیاست خارجی را اداره می‌کرد. او به مجلس فشار می‌آورد که زودتر قانونی برای اعطای امتیاز نفت شمال به شرکتهای نفتی آمریکایی استاندارد اویل و سینکلر به تصویب برساند و همین اصرار او باعث شد در مطبوعات خبری منتشر شود حاکی از اینکه او از این شرکتهای آمریکایی ۱۵۰ هزار دلار حق دلالی گرفته است. سلیمان میرزا موضوع حق دلالی را در مجلس طرح کرد اما قوام‌السلطنه بار دیگر در مجلس حاضر شد و با قرائت تلگراف حسین علاء وزیرمختار ایران در واشینگتن به خودش، مشخص شد که حق دلالی مربوط به وام یک میلیون دلاری بوده که بانکهایی که وام را داده‌اند، قرار بوده یک و نیم درصد به مورگان شوستر مستشار مالیه که این وام را برای ایران گرفته، حق دلالی بدهند که مبلغ آن پانزده هزار دلار بوده نه ۱۵۰ هزار دلار و برای خودش بوده نه قوام‌السلطنه و مربوط به دوران نخست‌وزیری مشیرالدوله می‌شده که وام را گرفته است و هیچ ربطی به قضیه نفت ندارد. با این حال ادامه مخالفتها با قوام‌السلطنه سبب شد نمایندگان مجلس تصمیم به استیضاح وی بگیرند. این تصمیم موجب استعفاء و کناره‌گیری قوام از قدرت شد. وی پس از هفت ماه زمامداری در پنجم بهمن ۱۳۰۱ از دور دوم نخست‌وزیری خود استعفاء کرد و جای خود را به مستوفی‌الممالک داد.
قوام‌السلطنه پس از پایان دوره اول نخست‌وزیری اش، در انتخابات میاندوره‌ای مشهد شرکت کرده بود تا کرسی خالی دکتر امیراعلم را پر کند که در مهر ۱۳۰۰ برای تصدی وزارت معارف در دولت خودش از مجلس رفته بود. او به نمایندگی انتخاب شد و پس از کناره‌گیری از نخست‌وزیری بر کرسی مجلس نشست. در دوره بعد (پنجم) نیز به نمایندگی تهران در مجلس انتخاب شد اما به دنبال پرونده‌سازی رضاخان سردارسپه علیه او به اتهام توطئه برای قتل خود، بازداشت شد. پس از شفاعت احمدشاه قوام به خارج از کشور تبعید شد و تا پایان دوره قاجار به ایران بازنگشت. وی در دوره حکومت رضاشاه همواره مغضوب بود و به عرصه سیاست کشور وارد نشد.

## دوره سوم نخست‌وزیری

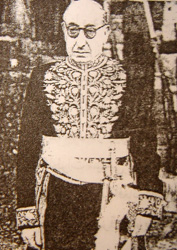
احمد قوام، نخست‌وزیر ایران با لباس رسمی تشریفات در تالار سلام کاخ گلستان.

دوره سوم نخست‌وزیری قوام، یک سال پس از آغاز حکومت محمدرضا شاه آغاز شد و شش ماه به طول انجامید. مجلس شورای ملی در دهم مرداد ۱۳۲۱ به قوام رأی تمایل و در هجدهم مرداد به دولت او با اکثریت بالایی رأی اعتماد داد. در زمان نخست‌وزیری قوام، نیروهای آمریکایی نیز وارد ایران شدند و او از سویی خود را با سیاست امریکایی‌ها نزدیک و از سوی دیگر با حزب توده مماشات کرد.
شرایط جنگی در جهان و حضور ارتش‌های بیگانه در کشور باعث ناامنی، گرانی، کمبود خواربار و افت ارزش پول ملی شده بود، دولت پی‌درپی از مجلس مجوز چاپ اسکناس می‌گرفت. قوام برای سامان بخشیدن به وضعیت مالی در ۲۱ آبان ۱۳۲۱ لایحه استخدام دکتر میلسپو و دیگر مستشاران آمریکایی را برای پنج سال به تصویب مجلس رساند. در لایحه دیگری کلنل شوراتسکف آمریکایی نیز برای مستشاری ژاندارمری استخدام شد. شریدان را هم به عنوان مستشار خواربار به ایران آورد.
با این حال، مشکل گرانی و کمبود نان و دیگر مواد غذائی ضروری همچنان رو به افزایش نهاد. از دهم آذر ۱۳۲۱ مشکل کمبود نان در تهران به وجود آمد و منجر به تظاهراتی در هفدهم این ماه شد. دربار که از قدرت گرفتن قوام بیمناک بود، از فشار جامعه بر دولت قوام خشنود بود، حتی گفته می‌شد این تظاهرات و ناآرامی را دربار دامن زده بود تا کابینه قوام را به سقوط کشاند. در جریان تظاهرات خشونت بار، مجلس شورای ملی و بسیاری از مغازه‌داران اطراف خیابان لاله‌زار، استانبول، نادری و شاه‌آباد غارت شد و حتی خانه قوام به آتش کشیده شد. این تظاهرات با دخالت نیروهای فرمانداری نظامی به خاک و خون کشیده شد. در آن تاریخ قوام خود وزارت جنگ را نیز برعهده داشت و از نیروهای نظامی به‌راحتی استفاده می‌کرد.
در پی این کشتار، شماری از وزیران قوام، دولت را ترک گفتند، از جمله مهذب‌الدوله کاظمی وزیر دارایی که احساس می‌کرد آمدن میلسپو نوعی مداخله در کار اوست. قوام به جای او الله‌یار صالح رئیس هیئت اقتصادی ایران در آمریکا را به تهران احضار و به وزارت دارایی منصوب کرد که در عقد قرارداد مربوط به استخدام میلسپو و همکاران او نقش مهمی ایفا کرده بود.
قوام برای رفع احتیاجات مالی نیروهای متفقین در کشور، به سیاست چاپ اسکناس ادامه داد و به صلاحدید عزالممالک اردلان معاون وزارت دارایی به مجلس تسلیم کرد که به او امکان می‌داد، سکه‌های طلای موجود در خزانه کشور را که عمدتاً مربوط به زمان جنگ جهانی اول و ارزهای روسی، انگلیسی و عثمانی بودند در بازار به فروش رساند تا بتواند بهای طلا و ارز را در بازار کنترل کند و به جای این سکه‌ها شمش طلا بگذارد. مخالفان او در مجلس برای اینکه دست و پای قوام را ببندند، از سویی بر این لایحه تبصره‌ای افزودند که فروش این سکه‌ها را ممنوع کند و از سوی دیگر، با قراردادن طرحی دوفوریتی در دستور کار مجلس، تصمیم گرفتند تعیین رئیس بانک ملی که مسئول نقدینگی و چاپ اسکناس در کشور بود، منصوب مجلس باشد.
دکتر میلسپو نامه‌ای به قوام نوشت و نسبت به پیامدهای تصمیم مجلس در مورد بانک ملی هشدار داد و آن را به صلاح ندانست. قوام با خشم و اعتراض به مجلس رفت و در جلسه‌ای پرتنش سرانجام موفق شد رأی‌گیری مجلس را به هر دو طرح عقب بیندازد. اما سرانجام سه روز بعد (در ۲۴ بهمن) به دلیل اختلاف شدید با دربار و مجلس و عدم همکاری و احساس وظیفه بعضی از وزیرانش از جمله سرلشکر امیراحمدی وزیر جنگ و اللهیار صالح وزیر دارایی، استعفاء داد. مهم‌ترین وقایع این دوره از نخست‌وزیری قوام، ورود چرچیل نخست‌وزیر انگلیس (۲۹ مرداد) و ویندل ویلکی فرستاده ویژه رئیس‌جمهور آمریکا (۲۳ شهریور) به ایران بود.

## دوره چهارم نخست‌وزیری و خروج نیروهای شوروی از ایران

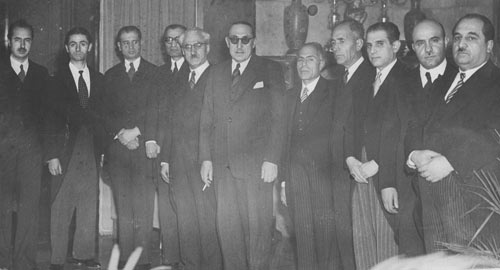
هیئت ایرانی به ریاست قوام پیش از سفر به مسکو

پس از پایان جنگ جهانی دوم، انگلیس و آمریکا به پیمان خود وفا کرده و در ۱۳۲۴ بی هیچ تعهد الزام‌آوری از ایران خارج شدند؛ اما شوروی به بهانه‌های گوناگون نیروهای خود را در شمال غرب ایران نگه داشت. در واقع شوروی در جریان جنگ جهانی دوم از هیچ نقطه‌ای عقب‌نشینی نکرد، مگر این که در آنجا یک دولت کمونیستی هم پیمان با خود تأسیس کند. در این شرایط قوام برای بار چهارم در ۲۹ بهمن ۱۳۲۴ به نخست‌وزیری منصوب شد. در فاصله سه ساله میان دو نخست‌وزیری او، شش دولت سر کار آمده و کنار رفته بودند.
در ۱ فروردین ۱۳۲۵، سیدضیاءالدین طباطبایی به دستور احمد قوام و به موجب ماده ۵ حکومت نظامی بازداشت شد. در جریان سفر قوام به مسکو او استالین را چنین فریب داد که در ازای خروج نیروهای ارتش سرخ از آذربایجان، امتیاز نفت شمال را برای شوروی خواهد گرفت. پژوهش گران بر سر این که اولتیماتوم و فشار آمریکا و سازمان ملل متحد بر تصمیم استالین برای خروج از ایران بیشتر تأثیر داشت یا سیاست ورزی قوام اختلاف نظر دارند.
با این حال به نظر می‌رسید که غرب علی‌رغم همه فشارهایش به شوروی برای خروج از ایران، هرگز به خاطر ایران وارد جنگ با شوروی نمی‌شد. شوروی که عرصه را تنگ یافت، بهتر دید که دست کم یک امتیاز اقتصادی مهم از ایران بگیرد؛ ولی قوام چنین بهانه آورد که مجلس فعلی دولت را از مذاکره و دادن امتیاز به کشورهای خارجی بدون تصویب مجلس منع کرده است (قانونی که به رهبری محمد مصدق تصویب شده بود). از این رو شوروی را ترغیب کرد که از ایران خارج شود تا او انتخابات مجلس را برگزار کند و به او تضمین داد که اکثریت مجلس آینده نیروهای وفادار به دولت قوام خواهند بود و امتیاز نفت شمال را به شوروی خواهند داد.
پس از خروج ارتش سرخ از شمال غرب ایران، دولت پیشه‌وری در تبریز و قاضی محمد در مهاباد، مجبور به مذاکره با دولت مرکزی ایران شدند. ایران در آستانه برگزاری انتخابات مجلس پانزدهم بود و لازم بود تا به وضعیت امنیت شمال غرب کشور رسیدگی شود. دولت‌های خودمختار فرقه دموکرات آذربایجان و مهاباد نیز از همین قضیه بهره برده و اجازه به برگزاری انتخابات مجلس را مشروط بر پذیرش خواسته‌هایشان کرده بودند. خواسته‌هایی که به تعبیر آن‌ها فدرالیسم و به تعبیر مخالفان، تجزیه طلبی بود.
طولانی شدن مذاکرات باعث شد تا نیروهای ملی به مخالفت پردازند. در پایان شاه و رزم‌آرا (رئیس ستاد ارتش) مقدمات پیشروی نظامی به این استان‌ها را فراهم کرده و قوام را مجبور به همکاری کردند. قوام بعداً تأکید کرد که مخالف این حرکت نظامی بوده و ترجیح می‌داده مسئله از راه گفتگو حل شود.

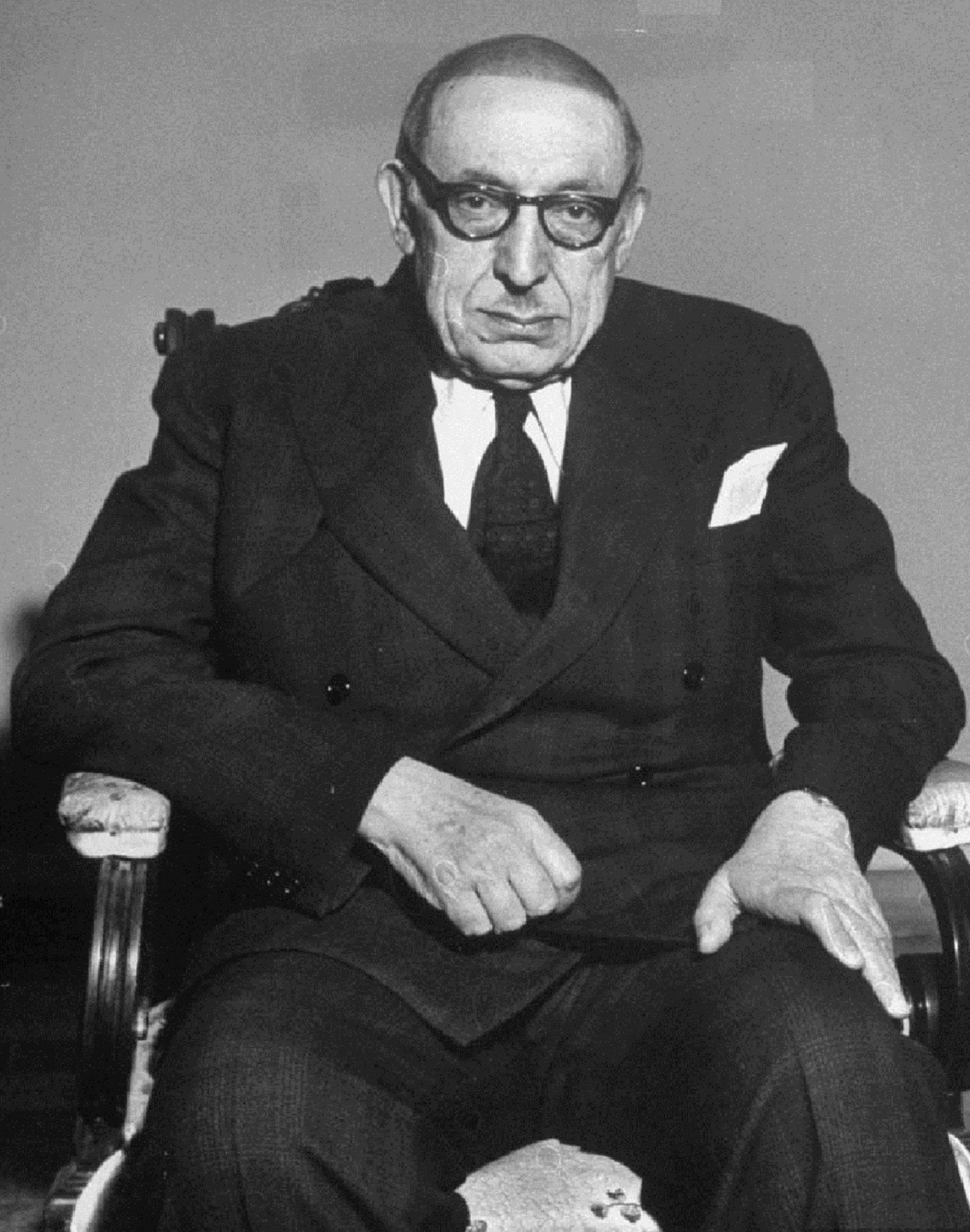
احمد قوام در دوران کُهن‌سالی.

در انتخابات مجلس پانزدهم، چنان فضا برای رقیبان دولت تنگ شد که حتی وکیل خوشنام و محبوب تهران مصدق که در مجلس چهاردهم، شدیدترین حملات را به دولت قوام کرده بود و در اعتراض به دخالت دولت در انتخابات، در دربار متحصن شده بود، نیز از راه یافتن به مجلس بازماند؛ و تنها سه نماینده به نام‌های ابوالحسن حائری‌زاده، حسین مکی و مظفر بقایی به عنوان اقلیت به مجلس راه یافتند.
با آغاز به کار مجلس با اینکه ظاهراً اکثریت در دست نیروهای هوادار دولت بود، نغمه‌های مخالف علیه او از درون مجلس افزایش یافت و بتدریج شدت گرفت و با تضعیف همه‌جانبه قوام از سوی دربار و ارتش و نیروهای سیاسی همراه شد. او در هجدهم آذر ۱۳۲۶ در مجلس حاضر شد و درخواست رأی اعتماد کرد. از ۱۱۲ نماینده حاضر، ۵۱ رأی موافق و ۳۹ رأی مخالف به او دادند. در نتیجه دولت او رأی اعتماد نگرفت و سقوط کرد.

## مغضوبیت
پس از کنار رفتن قوام، تحقیقاتی در مورد امتیازاتی آغاز شد که در زمان نخست‌وزیری او برای صدور جو و برنج و واردات چای به چند تن از تجار داده شد. پرونده‌ای علیه قوام تشکیل شد و سرانجام در ۲۲ فروردین ۱۳۲۷ وزارت دادگستری لایحه اعلام جرم علیه قوام را به مجلس داد و او را متهم کرد که میلیون‌ها تومان از این تجار رشوه دریافت کرده است. این پول‌ها را قوام‌السلطنه در واقع برای حزب دموکرات گرفته بود.
قوام که پس از کناره‌گیری ایران را ترک گفته به اروپا رفته بود، پس از اعلام جرم به ایران بازگشت. کمیسیون عرایض مجلس که قانوناً نخستین مرجع رسیدگی به اعلام جرم بود، با سه رأی موافق در برابر دو رأی مخالف اعلام کرد که شواهد و مدارک موجود نشان نمی‌دهد که پول‌هایی که به حساب قوام ریخته شده باشد، رشوه بود و او را قابل پیگرد قضائی ندانست.
کمیسیون دادگستری مجلس نیز نظر کمیسیون عرایض را تأیید کرد که قوام رشوه‌ای دریافت نکرده بلکه برای حزب دموکرات، کمک مالی دریافت کرده است. این کمیسیون با سیزده رأی موافق در برابر یک رأی مخالف، قوام‌السلطنه را از اتهام مبری و او را قابل پیگرد ندانست اما جلسه‌ای که قرار بود مجلس به نظر کمیسیون رأی بدهد به تنش کشیده و گزارش کمیسیون از دستور کار خارج شد. پس از آن هر بار کوشش می‌شد موضوع اعلام جرم علیه قوام در مجلس طرح شود، تنش ایجاد و موضوع از دستور کار خارج می‌شد. این موضوع تا پایان کار مجلس طرح نشد و مسکوت ماند.
قوام بار دیگر به اروپا بازگشت و از آن جا نامه‌های اعتراض‌آمیز به شاه می‌نوشت. همین باعث شد شاه لقب اعطائی حضرت اشرف را از او بازستاند. دولت نیز در سال ۱۳۲۹ دوباره موضوع اعلام جرم علیه قوام را مطرح کرد و پرونده‌اش را به مجلس فرستاد. این بار شش اتهام علیه او مطرح شده بود که عبارت بودند از: ربودن اسناد دولتی از ساختمان وزارت امور خارجه، مداخله در انتخابات، صدور جواز برخلاف مقررات برای صادرات غله و ۴۵۰۰ تن برنج، قطع و صادرات ۱۵۰۰ متر مکعب چوب جنگلی و واردات پانصد تن چای.

## دوره پنجم نخست‌وزیری و تظاهرات سی تیر
با تشدید اختلافات میان شاه و مصدق برای انتخاب وزیر جنگ در سال ۱۳۳۱، مصدق استعفاء کرده و شاه با پذیرش استعفای او دست دوستی به سوی قوام دراز کرد. او در حکم خود لقب «حضرت اشرف» را به قوام پس داد. قوام نیز پس از پذیرش نخست‌وزیری، با دادن اعلامیه‌ای تند که با مصرع «کشتیبان را سیاستی دگر آمد» مشهور شد، هواداران نهضت ملی نفت را به خشم آورد. همه نیروهای جامعه از فداییان اسلام و بازار و اصناف و روحانیونی چون کاشانی با جبهه ملی و حزب توده و حزب پان ایرانیست و روزنامه نگاران و فعالان سیاسی مبارز و جوان به رهبری ناصر یمین مردوخی کردستانی به مخالفت با او پرداختند و به تظاهراتی بزرگ دست زدند که بعدها به قیام سی تیر شناخته شد. با رفتار خشونت‌آمیز شهربانی در تهران و کشته شدن تظاهر کنندگان در روز سی تیر، قوام مجبور به استعفاء شد و شاه مجبور شد با پذیرش درخواست مصدق در خصوص وزارت جنگ نخست‌وزیری او را بپذیرد. مجلس هفدهم پس از این حادثه قوام را مهدورالدم دانسته و حکم مصادره اموالش را به نفع شهدای سی تیر صادر کرد. قوام از این تاریخ با خاطره‌ای بسیار بد از صحنه سیاسی ایران حذف شد.

## کارنامه سیاسی

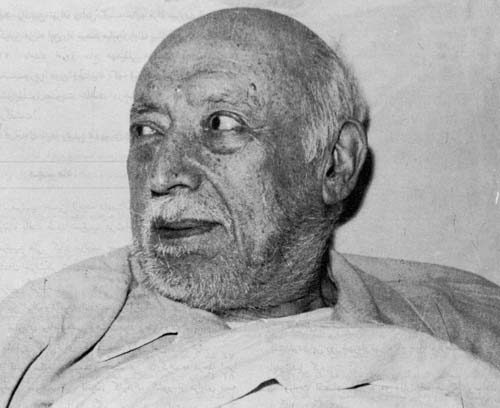
تصویری از آخرین روزهای زندگی احمد قوام

در یک نگاه کلی به کارنامه قوام مشاهده می‌شود که قوام در بازه‌های مختلف زمانی ائتلاف‌های متغیری با گروه‌های مختلف داشته است که باعث ایجاد دیدگاه‌های متضاد دربارهٔ وی شده است. شاه در طی سال‌های ۲۱–۱۳۲۰ او را دشمن سلطنت خود، و در سال‌های ۲۶–۱۳۲۵ سدی محکم در برابر کمونیسم قلمداد می‌کرد. در حالی که در سال ۲۷–۱۳۲۶ وی را به جرم دشمنی با سلطنت وادار به ترک کشور نمود که در سال ۱۳۳۱ علیه مصدق با وی همدست شد. حزب توده نیز روابط پرتلاطم مشابهی را با قوام تجربه نمود. در طی سال‌های ۲۵–۱۳۲۰ او را یک مشروطه خواه مخالف با نظامی‌گری و نسبتاً معتمد، در سال‌های ۲۷–۱۳۲۵ وی را نماینده اشرافیت زمین‌دار، در سال‌های ۲۸–۱۳۲۷ متحدی مناسب و در سال ۱۳۳۰ به عنوان نوکر شاه و انگلیس قلمداد می‌نمود. انگلیس نیز به نوبه خود در طی سال‌های زمامداری قوام تصویری متفاوت از او ارائه می‌نمود. به گونه‌ای که در سال ۱۳۲۱ وی را فردی قاطع و طرفدار متفقین، در سال‌های ۲۵–۱۳۲۱ او را همدست و یاری‌کننده روس‌ها، در سال‌های ۲۶–۱۳۲۵ مورد تحسین به خاطر وادار کردن شوروی به ترک خاک ایران، در ۲۷–۱۳۲۶ تهدیدکننده منافع انگلستان در خوزستان و بحرین و در سال ۱۳۳۰ جانشینی مناسب برای مصدق می‌دانست. بی شک سیاست شخص قوام در بهره‌برداری حداکثری از فرصت‌ها و موقعیت‌های مختلف در این چرخش‌های متناقض دخیل بوده است.
بالاخره روزی خواهد رسید که مردم بی غرضی در این مملکت اوراق تاریخ را ورق بزنند و از میان سطور آن، حقایق مربوط به زمان ما را بخوانند… من می‌روم و تاریخ ایران قضاوت خواهد کرد که به روزگار این ملت چه آمده است و به پاداش فداکاری‌های خادمین مملکت چه رفتاری شده است.

## چای قوام

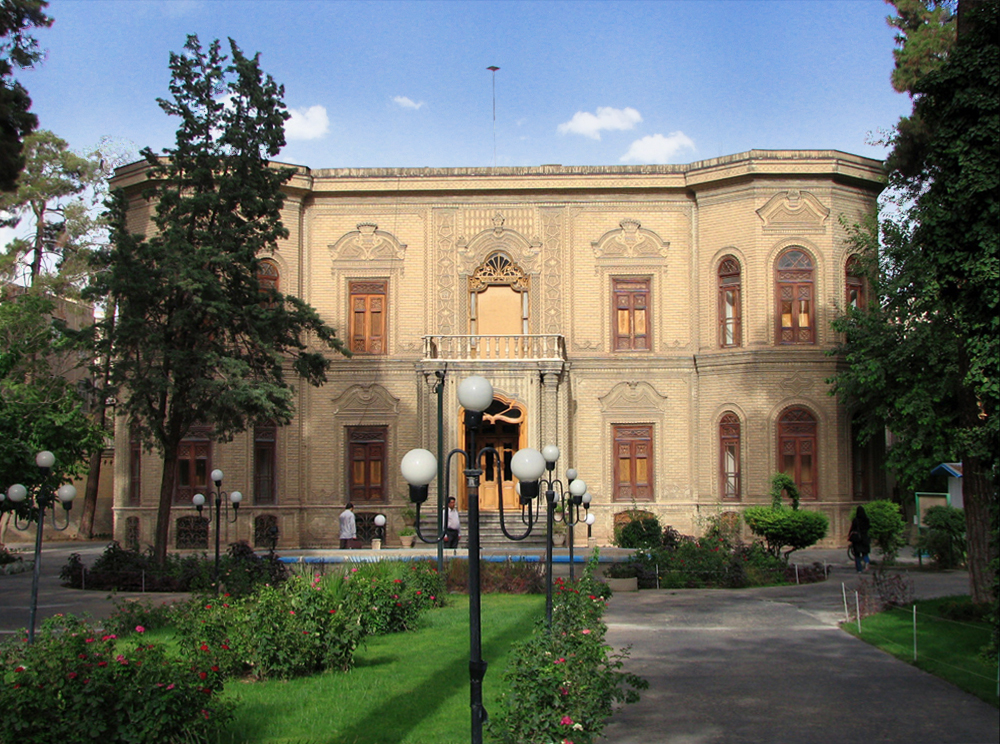
خانه و دفتر کار قوام السلطنه که اکنون محل موزه آبگینه است

قوام‌السلطنه به کشاورزی و به‌ویژه چای‌کاری علاقه داشت. ابتدا ۲۴ هکتار از باغهای میرزا احمد خان سالار مؤید (صفاری) را در لاهیجان خرید و سپس این زمینها را به ۷۲ هکتار توسعه داد و به کشتزار چای تبدیل کرد. بزرگ‌ترین کارخانه چای را هم در بازکیاگوراب گیلان نزدیک بیمارستان سیدالشهدای کنونی با ماشین‌آلات آلمانی ساخت که «کارخانه نو» نامیده شد. خودش هر ساله در فصل برداشت چای به گیلان می‌رفت و در یک طبقه از این کارخانه ساکن می‌شد. پس از مرگ قوام، این کارخانه به پسر خردسالش به ارث رسید اما آن را پسر پیشکارش ابراهیم خان چاردهی اداره می‌کرد تا اینکه پس از انقلاب، کارخانه مصادره شد و به تملک بنیاد مستضعفان درآمد. این کارخانه از اواسط دهه هشتاد خورشیدی تعطیل شد.
قوام برای بازکیاگوراب جاده کشید، بیمارستانی ساخت که به نام او نامیده شد اما پس از انقلاب مصادره و نامش به سیدالشهدا تغییر داده شد. او همچنین برای اهالی این روستا، حمام و مدرسه و ده باب خانه برای سکونت کارکنان کارخانه ساخت که این خانه‌ها هم پس از انقلاب مصادره شدند.

## خانواده
همسر اصلی قوام‌السلطنه شازده خانم نام داشت که از او بچه‌دار نشد. قوام برای اینکه صاحب فرزندی شود با دختری به نام زهرا علیزاده اهل روستای رودبنه لاهیجان ازدواج کرد و او را در خانه‌ای اسکان داد که نزدیک کارخانه برایش آماده کرد. اما زهرا علیزاده نتوانست بچه بیاورد و قوام او را طلاق داد.
قوام سپس زهرا دلشاد را به همسری گرفت که دختر یکی از پیشکارهای کارخانه‌اش بود و دلشاد توانست برای قوام پسری به نام حسین به دنیا بیاورد. قوام زهرا دلشاد را به تهران برد و خانه‌ای در انتهای خیابان کاخ (فلسطین کنونی) به بهای ۱۶۰ هزار تومان برایش خرید. در سال ۱۳۹۶ زهرا دلشاد هنوز زنده و ساکن تهران بوده است.

## درگذشت
سرانجام احمد قوام در تاریخ ۲۸ تیر ۱۳۳۴ در سن ۷۷ سالگی به علت سکته مغزی از دنیا رفت.

## مشاغل
- ۵ بار نخست‌وزیر
- ۱۳ بار وزیر داخله
- ۴ بار وزیر امور خارجه
- ۴ بار وزیر مالیه
- ۲ بار وزیر جنگ
- ۱بار وزیر عدلیه
- ۳ سال فرماندار کل خراسان و سیستان
- وکالت دوره چهارم و پنجم مجلس شورای ملی

## تبارنامه
| \| \| \| \| \| \| \| \| \| \| \| \| \| \| \| میرزا محسن آشتیانی \| \| \| \| \| \| \| \| \| \| \| \| \| \| \| \| \| \| \| \| \| \| \| \| \| \| \| \| \| \| \| \| \| \| \| \| \| \| \| \| \| \| \| \| \| \| \| \| \| \| \| \| \| \| \| \| \| \| \| \| \| \| \| \| \| \| \| \| \| \| \| \| \| \| \| \| \| \| \| \| \| \| \| \| \| \| \| \| \| \| \| \| \| \| \| \| \| \| \| \| \| \| \| \| \| \| \| \| \| \| \| \| \| \| \| \| \| \| \| \| \| \| \| \| \| \| \| \| \| \| \| \| \| \| \| \| \| \| \| \| \| \| \| \| \| \| \| \| \| \| \| \| \| \| \| \| \| میرزا کاظم آشتیانی \| میرزا کاظم آشتیانی \| میرزا کاظم آشتیانی \| میرزا کاظم آشتیانی \| میرزا کاظم آشتیانی \| میرزا کاظم آشتیانی \| \| \| \| \| \| \| \| \| \| \| \| \| میرزا هاشم \| میرزا هاشم \| میرزا هاشم \| میرزا هاشم \| میرزا هاشم \| میرزا هاشم \| \| \| \| \| \| \| میرزا آقاسی‏‌بیگ \| میرزا آقاسی‏‌بیگ \| میرزا آقاسی‏‌بیگ \| میرزا آقاسی‏‌بیگ \| میرزا آقاسی‏‌بیگ \| میرزا آقاسی‏‌بیگ \| \| \| \| \| \| \| \| \| \| \| \| \| \| \| \| \| \| \| \| \| \| میرزا کاظم آشتیانی \| میرزا کاظم آشتیانی \| میرزا کاظم آشتیانی \| میرزا کاظم آشتیانی \| میرزا کاظم آشتیانی \| میرزا کاظم آشتیانی \| \| \| \| \| \| \| \| \| \| \| \| \| میرزا هاشم \| میرزا هاشم \| میرزا هاشم \| میرزا هاشم \| میرزا هاشم \| میرزا هاشم \| \| \| \| \| \| \| میرزا آقاسی‏‌بیگ \| میرزا آقاسی‏‌بیگ \| میرزا آقاسی‏‌بیگ \| میرزا آقاسی‏‌بیگ \| میرزا آقاسی‏‌بیگ \| میرزا آقاسی‏‌بیگ \| \| \| \| \| \| \| \| \| \| \| \| \| \| \| \| \| \| \| \| \| \| مایل آشتیانی \| مایل آشتیانی \| مایل آشتیانی \| مایل آشتیانی \| مایل آشتیانی \| مایل آشتیانی \| \| \| \| \| \| \| \| \| \| \| \| \| میرزا محمدتقی \| میرزا محمدتقی \| میرزا محمدتقی \| میرزا محمدتقی \| میرزا محمدتقی \| میرزا محمدتقی \| \| \| \| \| فرهاد میرزا معتمدالدوله پسر عباس میرزا \| فرهاد میرزا معتمدالدوله پسر عباس میرزا \| فرهاد میرزا معتمدالدوله پسر عباس میرزا \| فرهاد میرزا معتمدالدوله پسر عباس میرزا \| فرهاد میرزا معتمدالدوله پسر عباس میرزا \| فرهاد میرزا معتمدالدوله پسر عباس میرزا \| \| \| \| \| \| \| \| \| \| \| \| \| \| \| \| \| \| \| \| \| \| \| \| مایل آشتیانی \| مایل آشتیانی \| مایل آشتیانی \| مایل آشتیانی \| مایل آشتیانی \| مایل آشتیانی \| \| \| \| \| \| \| \| \| \| \| \| \| میرزا محمدتقی \| میرزا محمدتقی \| میرزا محمدتقی \| میرزا محمدتقی \| میرزا محمدتقی \| میرزا محمدتقی \| \| \| \| \| فرهاد میرزا معتمدالدوله پسر عباس میرزا \| فرهاد میرزا معتمدالدوله پسر عباس میرزا \| فرهاد میرزا معتمدالدوله پسر عباس میرزا \| فرهاد میرزا معتمدالدوله پسر عباس میرزا \| فرهاد میرزا معتمدالدوله پسر عباس میرزا \| فرهاد میرزا معتمدالدوله پسر عباس میرزا \| \| \| \| \| \| \| \| \| \| \| \| \| \| \| \| \| \| \| \| \| \| \| \| دختر \| دختر \| دختر \| دختر \| دختر \| دختر \| \| \| \| \| \| \| \| \| \| \| \| \| قوام‌الدوله آشتیانی \| قوام‌الدوله آشتیانی \| قوام‌الدوله آشتیانی \| قوام‌الدوله آشتیانی \| قوام‌الدوله آشتیانی \| قوام‌الدوله آشتیانی \| \| \| \| \| عصمت‌السلطنه \| عصمت‌السلطنه \| عصمت‌السلطنه \| عصمت‌السلطنه \| عصمت‌السلطنه \| عصمت‌السلطنه \| \| \| \| \| \| \| \| \| \| \| \| \| \| \| \| \| \| \| \| \| \| \| \| دختر \| دختر \| دختر \| دختر \| دختر \| دختر \| \| \| \| \| \| \| \| \| \| \| \| \| قوام‌الدوله آشتیانی \| قوام‌الدوله آشتیانی \| قوام‌الدوله آشتیانی \| قوام‌الدوله آشتیانی \| قوام‌الدوله آشتیانی \| قوام‌الدوله آشتیانی \| \| \| \| \| عصمت‌السلطنه \| عصمت‌السلطنه \| عصمت‌السلطنه \| عصمت‌السلطنه \| عصمت‌السلطنه \| عصمت‌السلطنه \| \| \| \| \| \| \| \| \| \| \| \| \| \| \| \| \| \| \| \| \| \| \| \| \| \| \| \| \| \| \| \| \| \| \| \| \| \| \| \| \| \| \| \| \| \| \| \| \| \| \| \| \| \| \| \| \| \| \| \| \| \| \| \| \| \| \| \| \| \| \| \| \| \| \| \| \| \| \| \| \| \| \| \| \| \| \| \| \| \| \| \| \| \| \| \| \| \| \| \| \| \| \| \| \| \| \| \| \| \| \| \| \| \| \| \| \| \| \| \| \| \| \| \| \| \| \| \| \| \| \| \| \| \| \| \| \| \| \| \| طاووس خانم دختر مجدالملک \| طاووس خانم دختر مجدالملک \| طاووس خانم دختر مجدالملک \| طاووس خانم دختر مجدالملک \| طاووس خانم دختر مجدالملک \| طاووس خانم دختر مجدالملک \| \| \| ابراهیم معتمدالسلطنه \| ابراهیم معتمدالسلطنه \| ابراهیم معتمدالسلطنه \| ابراهیم معتمدالسلطنه \| ابراهیم معتمدالسلطنه \| ابراهیم معتمدالسلطنه \| \| \| معتضدالملک \| معتضدالملک \| معتضدالملک \| معتضدالملک \| معتضدالملک \| معتضدالملک \| \| \| \| \| عظیم‌الدوله \| عظیم‌الدوله \| عظیم‌الدوله \| عظیم‌الدوله \| عظیم‌الدوله \| عظیم‌الدوله \| \| \| \| \| \| \| \| \| \| \| \| \| \| \| \| \| \| \| \| \| \| \| \| \| \| طاووس خانم دختر مجدالملک \| طاووس خانم دختر مجدالملک \| طاووس خانم دختر مجدالملک \| طاووس خانم دختر مجدالملک \| طاووس خانم دختر مجدالملک \| طاووس خانم دختر مجدالملک \| \| \| ابراهیم معتمدالسلطنه \| ابراهیم معتمدالسلطنه \| ابراهیم معتمدالسلطنه \| ابراهیم معتمدالسلطنه \| ابراهیم معتمدالسلطنه \| ابراهیم معتمدالسلطنه \| \| \| معتضدالملک \| معتضدالملک \| معتضدالملک \| معتضدالملک \| معتضدالملک \| معتضدالملک \| \| \| \| \| عظیم‌الدوله \| عظیم‌الدوله \| عظیم‌الدوله \| عظیم‌الدوله \| عظیم‌الدوله \| عظیم‌الدوله \| \| \| \| \| \| \| \| \| \| \| \| \| \| \| \| \| \| \| \| \| \| \| \| \| \| \| \| \| \| \| \| \| \| \| \| \| \| \| \| \| \| \| \| \| \| \| \| \| \| \| \| \| \| \| \| \| \| \| \| \| \| \| \| \| \| \| \| \| \| \| \| \| \| \| \| \| \| \| \| \| \| \| \| \| \| \| \| \| \| \| \| \| \| \| \| \| \| \| \| \| \| \| \| \| \| \| \| \| \| \| \| \| \| \| \| \| \| \| \| \| \| \| \| \| \| \| \| \| \| \| \| \| \| \| \| \| \| \| \| احمد قوام \| احمد قوام \| احمد قوام \| احمد قوام \| احمد قوام \| احمد قوام \| \| \| حسن وثوق \| حسن وثوق \| حسن وثوق \| حسن وثوق \| حسن وثوق \| حسن وثوق \| \| \| \| \| \| \| \| \| \| \| \| \| \| \| \| \| \| \| \| \| \| \| \| \| \| \| \| \| \| \| \| \| \| \| \| \| \| \| \| \| |                    |                          |                          |                          |                          |                          |                          |  |  |                      |                      |                      |                      |                      |                      |  |  |                    |                    |                    |                    |                    |                    |  |  |  |  |                                        |                                        |                                        |                                        |                                        |                                        |                |                |  |  |  |  |  |  |  |  |  |  |  |  |  |  |  |  |  |  |  |  |
| |                    |                          |                          |                          |                          |                          |                          |  |  |                      |                      |                      |                      | میرزا محسن آشتیانی   |                      |  |  |                    |                    |                    |                    |                    |                    |  |  |  |  |                                        |                                        |                                        |                                        |                                        |                                        |                |                |  |  |  |  |  |  |  |  |  |  |  |  |  |  |  |  |  |  |  |  |
| |                    |                          |                          |                          |                          |                          |                          |  |  |                      |                      |                      |                      |                      |                      |  |  |                    |                    |                    |                    |                    |                    |  |  |  |  |                                        |                                        |                                        |                                        |                                        |                                        |                |                |  |  |  |  |  |  |  |  |  |  |  |  |  |  |  |  |  |  |  |  |
| |                    |                          |                          |                          |                          |                          |                          |  |  |                      |                      |                      |                      |                      |                      |  |  |                    |                    |                    |                    |                    |                    |  |  |  |  |                                        |                                        |                                        |                                        |                                        |                                        |                |                |  |  |  |  |  |  |  |  |  |  |  |  |  |  |  |  |  |  |  |  |
| میرزا کاظم آشتیانی | میرزا کاظم آشتیانی | میرزا کاظم آشتیانی       | میرزا کاظم آشتیانی       | میرزا کاظم آشتیانی       | میرزا کاظم آشتیانی       |                          |                          |  |  |                      |                      |                      |                      |                      |                      |  |  | میرزا هاشم         | میرزا هاشم         | میرزا هاشم         | میرزا هاشم         | میرزا هاشم         | میرزا هاشم         |  |  |  |  |                                        |                                        | میرزا آقاسی‏‌بیگ                         | میرزا آقاسی‏‌بیگ                         | میرزا آقاسی‏‌بیگ                         | میرزا آقاسی‏‌بیگ                         | میرزا آقاسی‏‌بیگ | میرزا آقاسی‏‌بیگ |  |  |  |  |  |  |  |  |  |  |  |  |  |  |  |  |  |  |  |  |
| میرزا کاظم آشتیانی | میرزا کاظم آشتیانی | میرزا کاظم آشتیانی       | میرزا کاظم آشتیانی       | میرزا کاظم آشتیانی       | میرزا کاظم آشتیانی       |                          |                          |  |  |                      |                      |                      |                      |                      |                      |  |  | میرزا هاشم         | میرزا هاشم         | میرزا هاشم         | میرزا هاشم         | میرزا هاشم         | میرزا هاشم         |  |  |  |  |                                        |                                        | میرزا آقاسی‏‌بیگ                         | میرزا آقاسی‏‌بیگ                         | میرزا آقاسی‏‌بیگ                         | میرزا آقاسی‏‌بیگ                         | میرزا آقاسی‏‌بیگ | میرزا آقاسی‏‌بیگ |  |  |  |  |  |  |  |  |  |  |  |  |  |  |  |  |  |  |  |  |
| مایل آشتیانی | مایل آشتیانی       | مایل آشتیانی             | مایل آشتیانی             | مایل آشتیانی             | مایل آشتیانی             |                          |                          |  |  |                      |                      |                      |                      |                      |                      |  |  | میرزا محمدتقی      | میرزا محمدتقی      | میرزا محمدتقی      | میرزا محمدتقی      | میرزا محمدتقی      | میرزا محمدتقی      |  |  |  |  | فرهاد میرزا معتمدالدوله پسر عباس میرزا | فرهاد میرزا معتمدالدوله پسر عباس میرزا | فرهاد میرزا معتمدالدوله پسر عباس میرزا | فرهاد میرزا معتمدالدوله پسر عباس میرزا | فرهاد میرزا معتمدالدوله پسر عباس میرزا | فرهاد میرزا معتمدالدوله پسر عباس میرزا |                |                |  |  |  |  |  |  |  |  |  |  |  |  |  |  |  |  |  |  |  |  |
| مایل آشتیانی | مایل آشتیانی       | مایل آشتیانی             | مایل آشتیانی             | مایل آشتیانی             | مایل آشتیانی             |                          |                          |  |  |                      |                      |                      |                      |                      |                      |  |  | میرزا محمدتقی      | میرزا محمدتقی      | میرزا محمدتقی      | میرزا محمدتقی      | میرزا محمدتقی      | میرزا محمدتقی      |  |  |  |  | فرهاد میرزا معتمدالدوله پسر عباس میرزا | فرهاد میرزا معتمدالدوله پسر عباس میرزا | فرهاد میرزا معتمدالدوله پسر عباس میرزا | فرهاد میرزا معتمدالدوله پسر عباس میرزا | فرهاد میرزا معتمدالدوله پسر عباس میرزا | فرهاد میرزا معتمدالدوله پسر عباس میرزا |                |                |  |  |  |  |  |  |  |  |  |  |  |  |  |  |  |  |  |  |  |  |
| دختر | دختر               | دختر                     | دختر                     | دختر                     | دختر                     |                          |                          |  |  |                      |                      |                      |                      |                      |                      |  |  | قوام‌الدوله آشتیانی | قوام‌الدوله آشتیانی | قوام‌الدوله آشتیانی | قوام‌الدوله آشتیانی | قوام‌الدوله آشتیانی | قوام‌الدوله آشتیانی |  |  |  |  | عصمت‌السلطنه                            | عصمت‌السلطنه                            | عصمت‌السلطنه                            | عصمت‌السلطنه                            | عصمت‌السلطنه                            | عصمت‌السلطنه                            |                |                |  |  |  |  |  |  |  |  |  |  |  |  |  |  |  |  |  |  |  |  |
| دختر | دختر               | دختر                     | دختر                     | دختر                     | دختر                     |                          |                          |  |  |                      |                      |                      |                      |                      |                      |  |  | قوام‌الدوله آشتیانی | قوام‌الدوله آشتیانی | قوام‌الدوله آشتیانی | قوام‌الدوله آشتیانی | قوام‌الدوله آشتیانی | قوام‌الدوله آشتیانی |  |  |  |  | عصمت‌السلطنه                            | عصمت‌السلطنه                            | عصمت‌السلطنه                            | عصمت‌السلطنه                            | عصمت‌السلطنه                            | عصمت‌السلطنه                            |                |                |  |  |  |  |  |  |  |  |  |  |  |  |  |  |  |  |  |  |  |  |
| |                    |                          |                          |                          |                          |                          |                          |  |  |                      |                      |                      |                      |                      |                      |  |  |                    |                    |                    |                    |                    |                    |  |  |  |  |                                        |                                        |                                        |                                        |                                        |                                        |                |                |  |  |  |  |  |  |  |  |  |  |  |  |  |  |  |  |  |  |  |  |
| |                    |                          |                          |                          |                          |                          |                          |  |  |                      |                      |                      |                      |                      |                      |  |  |                    |                    |                    |                    |                    |                    |  |  |  |  |                                        |                                        |                                        |                                        |                                        |                                        |                |                |  |  |  |  |  |  |  |  |  |  |  |  |  |  |  |  |  |  |  |  |
| |                    | طاووس خانم دختر مجدالملک | طاووس خانم دختر مجدالملک | طاووس خانم دختر مجدالملک | طاووس خانم دختر مجدالملک | طاووس خانم دختر مجدالملک | طاووس خانم دختر مجدالملک |  |  | ابراهیم معتمدالسلطنه | ابراهیم معتمدالسلطنه | ابراهیم معتمدالسلطنه | ابراهیم معتمدالسلطنه | ابراهیم معتمدالسلطنه | ابراهیم معتمدالسلطنه |  |  | معتضدالملک         | معتضدالملک         | معتضدالملک         | معتضدالملک         | معتضدالملک         | معتضدالملک         |  |  |  |  | عظیم‌الدوله                             | عظیم‌الدوله                             | عظیم‌الدوله                             | عظیم‌الدوله                             | عظیم‌الدوله                             | عظیم‌الدوله                             |                |                |  |  |  |  |  |  |  |  |  |  |  |  |  |  |  |  |  |  |  |  |
| |                    | طاووس خانم دختر مجدالملک | طاووس خانم دختر مجدالملک | طاووس خانم دختر مجدالملک | طاووس خانم دختر مجدالملک | طاووس خانم دختر مجدالملک | طاووس خانم دختر مجدالملک |  |  | ابراهیم معتمدالسلطنه | ابراهیم معتمدالسلطنه | ابراهیم معتمدالسلطنه | ابراهیم معتمدالسلطنه | ابراهیم معتمدالسلطنه | ابراهیم معتمدالسلطنه |  |  | معتضدالملک         | معتضدالملک         | معتضدالملک         | معتضدالملک         | معتضدالملک         | معتضدالملک         |  |  |  |  | عظیم‌الدوله                             | عظیم‌الدوله                             | عظیم‌الدوله                             | عظیم‌الدوله                             | عظیم‌الدوله                             | عظیم‌الدوله                             |                |                |  |  |  |  |  |  |  |  |  |  |  |  |  |  |  |  |  |  |  |  |
| |                    |                          |                          |                          |                          |                          |                          |  |  |                      |                      |                      |                      |                      |                      |  |  |                    |                    |                    |                    |                    |                    |  |  |  |  |                                        |                                        |                                        |                                        |                                        |                                        |                |                |  |  |  |  |  |  |  |  |  |  |  |  |  |  |  |  |  |  |  |  |
| |                    |                          |                          |                          |                          |                          |                          |  |  |                      |                      |                      |                      |                      |                      |  |  |                    |                    |                    |                    |                    |                    |  |  |  |  |                                        |                                        |                                        |                                        |                                        |                                        |                |                |  |  |  |  |  |  |  |  |  |  |  |  |  |  |  |  |  |  |  |  |
| |                    | احمد قوام                | احمد قوام                | احمد قوام                | احمد قوام                | احمد قوام                | احمد قوام                |  |  | حسن وثوق             | حسن وثوق             | حسن وثوق             | حسن وثوق             | حسن وثوق             | حسن وثوق             |  |  |                    |                    |                    |                    |                    |                    |  |  |  |  |                                        |                                        |                                        |                                        |                                        |                                        |                |                |  |  |  |  |  |  |  |  |  |  |  |  |  |  |  |  |  |  |  |  |